# 舍蘭鎮區 (伊利諾伊州溫納貝戈縣)
舍蘭鎮區（英語：Shirland Township）是位於美國伊利諾伊州溫納貝戈縣的一個行政鎮區。

## 地方資料
根據2010年美國人口普查的數據，舍蘭鎮區的面積為49.90平方千米，當中陸地面積為49.70平方千米，而水域面積為0.20平方千米。當地共有人口958人，而人口密度為每平方千米19.2人。